# Mohammed Assaf
Mohammad Assaf (en árabe: محمد عساف) es un cantante palestino nacido el 1 de septiembre de 1989 en Misurata (Libia). Es un cantante popular de música pop que, además, fue el ganador de la segunda temporada de Arab Idol, retransmitido por la cadena saudí MBC1. Recibió el apodo de Al Saroukh (que significa "El Cohete"). En 2013, fue nombrado Embajador Regional de la Juventud por la Agencia de Naciones Unidas para los Refugiados de Palestina en Oriente Próximo (UNRWA). También fue nombrado embajador de cultura y arte por el gobierno palestino y el presidente palestino Mahmud Abás le ofreció un puesto con "estatus diplomático". Assaf es famoso por su interpretación de música pop árabe.

## Biografía
Assaf nació en Misurata, Libia, de padres palestinos. Sus abuelos se encontraban entre los más de 700.000 palestinos que tuvieron que huir o fueron expulsados de Palestina ante el avance de las tropas israelíes durante la guerra árabe-israelí de 1948. La familia de su madre (maestra de matemáticas) proviene de la aldea de Bayt Daras, cerca de Ascalón, destruida por el ejército israelí en 1948, mientras que la familia de su padre es de Beerseba. Vivió en Misurata hasta 1993, cuando sus padres se mudaron al campo de refugiados de Jan Yunis, en la Franja de Gaza (Palestina), donde asistió a una escuela primaria gestionada por UNRWA.
En noviembre de 2012, tras haberse ganado una reputación en la Franja de Gaza como cantante de bodas y otros eventos, decidió realizar el viaje desde la Franja hasta El Cairo en coche para participar en el concurso Arab Idol. Tardó una semana en llegar, incluidos dos días atascado en el Paso de Rafah, en la frontera palestino-egipcia. Tras suplicar a los funcionarios de Hamás que le dejaran marchar, estos accedieron, pero llegó tarde a las audiciones del programa y tuvo que trepar por un muro para acceder. Otro cantante gazatí le cedió su plaza tras oír su voz y los gestores del concurso decidieron que podía participar. Ganó el primer título de la segunda temporada del programa de telerrealidad árabe Arab Idol que se emitió en el canal saudí MBC 1 en 2013. Tras su victoria, Al Jazeera English lo entrevistó en Doha (Catar) durante su gira y dedicó un episodio completo del programa Inside Story que detalla el curso de Assaf a través de Arab Idol.
La cadena británica BBC lo ha descrito como "el cantante de bodas de Gaza que creció en un campo de refugiados, y se convirtió en una estrella internacional y en un héroe palestino". En las redes sociales se le ha comparado con el cantante egipcio Abdel Halim Hafez.

## Carrera
En la noche del sábado 22 de junio de 2013, Mohammad Assaf ganó el concurso de televisión Arab Idol a la edad de 23 años. Tras haber interpretado clásicos de la canción árabe y haber recibido los votos de miles de espectadores a través de SMS, Assaf derrotó a los otros dos finalistas, el cantante egipcio Ahmed Jamal y la siria Farrah Youssef. El concurso fue retransmitido en streaming a millones de telespectadores del mundo árabe, incluida la Franja de Gaza y Ramala, donde miles de personas celebraron con júbilo su victoria. Envuelto en la bandera palestina, en su última participación había interpretado la canción patriótica palestina de los noventa Alza la kufiyya, álzala, identificada con la OLP y con la lucha por la libertad del pueblo palestino. El cantante libanés Ragheb Alama, jurado de aquella edición de Arab Idol, lo describió como un "cohete de amor y paz volando sobre las ciudades de Palestina: Jerusalén, Nazaret, Gaza y Ramala". A su regreso a la Franja de Gaza, decenas de miles de personas lo esperaron en el Paso de Rafah para homenajearle.
En 2014 lanzó su primer álbum, titulado Assaf. Ese mismo año, en los MTV Europe Music Awards, recibió un premio al mejor artista de Oriente Medio, derrotando en la final a Jana, Cairokee, Saad Lamjarred e Imar Bassad
En septiembre de 2015 se estrenó El ídolo, una película dirigida por el afamado director palestino Hany Abu-Assad que narra la historia de Mohammed Assaf. El personaje de Mohammad Assaf lo interpretan Tawfeek Barhom en su edad adulta y Qais Attallah de niño.
En 2017 Mohammed Assaf publicó su segundo álbum, titulado Ma Wahashnak. En él aparecían colaboraciones con otros cantantes de talla internacional como Faudel, en la canción Rani, rodada en Marrakech, o Gente de Zona, con quienes colabora en la canción Baddek Enayah. En la canción Ala Hadhihi Al Ard utiliza la letra de un poema del poeta palestino Mahmoud Darwish.
En 2018, Assaf realizó una colaboración con el cantante canadiense de origen libanés Massari en la canción Roll With It. Massari declaró: "estoy orgulloso de apoyar a una nueva generación de artistas como Assaf".

## Discografía

### Álbumes
- 2014: Assaf
- 2017: Ma Wahshnak

### Singles
- 2014: Ya Halali Ya Mali
- 2015: Aywa Ha Ghanni
- 2016: Seyouf El Ezz
- 2017: Baddek Enayah (con. Gente de Zona)
- 2017: Rani (con Faudel)
- 2018: Roll with It (con Massari)
- 2019: Kermalak Enta
- 2020: Shhalhalawa
- 2020: Dalaa Dalouna
- 2020: Salam Allah
- 2020 : Filastin 'int alruwh
- 2020 : Al Hayat
- 2021 : Mraytak
- 2021 : Al Hara
- 2021 : Bahrek Gaza
- 2021 : Salute to Al Quds
- 2023 : Ben Jeddah

## Vida privada
Assaf estuvo comprometido con la periodista palestina Lina Qishawi desde finales de septiembre de 2015 hasta febrero de 2016. Recientemente reveló en una entrevista que se dio cuenta de que su relación con la periodista "ya no era concebible" y que tomaron "caminos diferentes" y agregó que su relación "no funcionó". El último descanso de esta pareja se formalizó a través de la red social Facebook por parte de ambos interesados.